# سريجان (قهستان)
سريجان (بالفارسية: سریجان) هي مستوطنة تقع في إيران في قسم قهستان الريفي. يقدر عدد سكانها بـ 89 نسمة بحسب إحصاء 2016.